# Emilio Rosetti

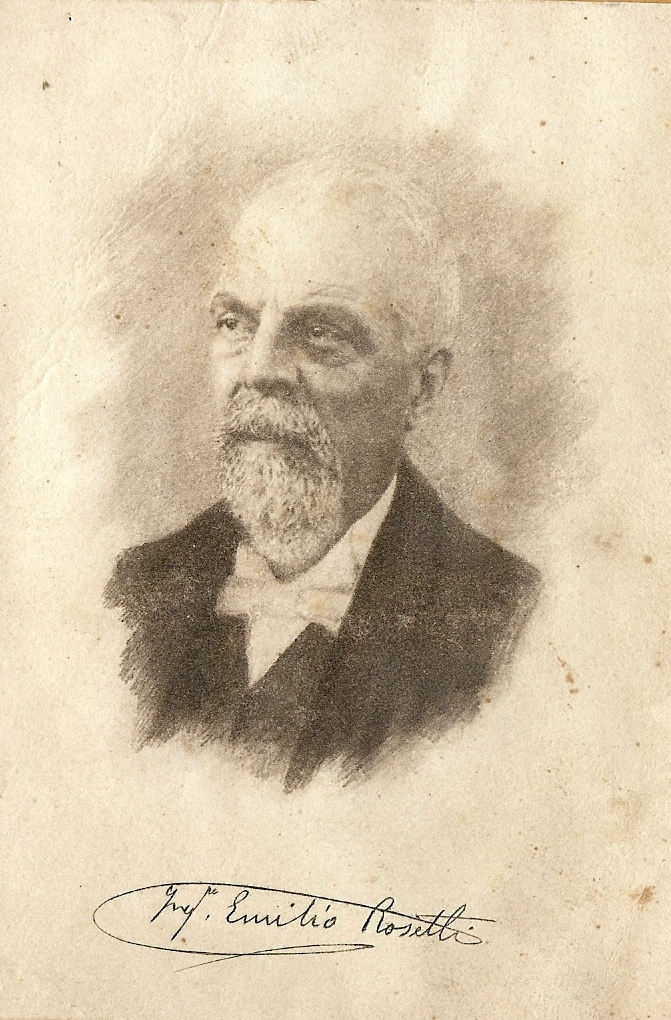
Un ritratto di Emilio Rosetti per mano di Pietro Novaga.

Emilio Rosetti (Forlimpopoli, 19 maggio 1839 – Milano, 30 gennaio 1908) è stato un ingegnere e matematico italiano; fu protagonista della ricerca tecnico-scientifica in Argentina e, al suo rientro in patria, attentissimo studioso e cultore di storia locale.

## Gli studi
Figlio di Pellegrino, fornaciaio possidente con diverse proprietà nel territorio forlimpopolese, e di Felicita Pirazzini, Emilio Rosetti dimostrò, fin dalla prima istruzione elementare, particolari doti di apprendimento. Per questo motivo fu spinto, dal padre e dagli stessi insegnanti, a completare la formazione in matematica, dapprima a Firenze e successivamente a Bologna. Nella città felsinea si iscrisse alla Scuola di Belle Arti, frequentando i corsi di architettura, che all'epoca erano rivolti anche agli studenti di matematica. La successiva immatricolazione alla Regia Scuola di Applicazione per Ingegneri di Torino, una delle punte d'eccellenza della preparazione tecnico-scientifica europea, si dimostrò una carta vincente. Infatti, appena laureatosi (nel 1864) in matematiche pure, dopo aver seguito - come lo stesso ricorda nel primo libro delle sue Memorie - i corsi universitari che contemplavano anche l'esperienza pratica sul campo, egli venne contattato dal governo argentino per una offerta professionale di tutto rilievo.

## Ilcursus honorum: le origini del viaggio in Argentina
L'argomento della tesi di Rosetti (la progettazione di una locomotiva merci) rientrava in uno dei settori più sentiti dal governo argentino, il quale si trovava nell'assoluta necessità di realizzare le infrastrutture del paese partendo sostanzialmente da zero. Prospero Richelmy, direttore della Scuola di applicazione d'ingegneria di Torino (attuale Politecnico), a poche settimane dalla laurea propone al Rosetti una cattedra presso il Dipartimento di Scienze Esatte, primo nucleo della Facoltà di Ingegneria dell'Università di Buenos Aires. Fece da tramite tra il governo del Paese latinoamericano e gli scienziati italiani il futuro patologo e darwiniano Paolo Mantegazza, nato a Monza e formato nelle università di Pisa, Milano e Pavia, già in rapporto da tempo con le autorità argentine.
L'Argentina era un paese giovane che cominciava ad interagire con il sistema finanziario internazionale, soprattutto mediante una sempre più intensa (ma asimmetrica) relazione commerciale con l'Inghilterra. Fattori come una situazione economica favorevole e un'inedita stabilità politico-istituzionale favorirono per la prima volta il sorgere di condizioni utili a superare la scarsità di mezzi culturali disponibili. Il rettore dell'Università di Buenos Aires, Juan Maria Gutierrez (uno dei nomi più prestigiosi della cultura latinoamericana del secondo Ottocento, esponente della cosiddetta Generazione del ’37 argentina insieme a Juan Bautista Alberdi, Domingo Faustino Sarmiento ed Esteban Echeverrìa), capì che la prassi scientifica avrebbe potuto avere un ruolo di prim'ordine nel processo di modernizzazione del Paese, per cui decise di contattare quanti più scienziati europei per farli venire a lavorare in Argentina. 
Al ritorno da un periodo di studio e di ricerca nel Nord-ovest argentino tra 1850 e 1857, Mantegazza ricevette da Gutiérrez l’incarico di reclutare giovani menti atte a conferire nuova vita al Dipartimento di Scienze Esatte, fondato nel 1821 e decaduto durante la lunga dittatura di Juan Manuel de Rosas. Tra gli interpellati vi fu Rosetti, al quale venne affidata la direzione dei corsi. Nel 1865 gli italiani Emilio Rosetti, Pellegrino Strobel e Bernardino Speluzzi sbarcarono a Buenos Aires per insegnare geometria, algebra, trigonometria e storia naturale al Colegio Nacional e fondare la Facoltà di Scienze Esatte, da dove nel 1869 uscirono i primi dodici ingegneri dell’Argentina, meglio noti nella cultura popolare come «I 12 apostoli». Tra questi, Valentín Balbín, futuro rettore del Colegio Nacional e promotore della prima rivista argentina di matematica, «Matematica Elemental», Guillermo White, presidente della Società Scientifica Argentina tra 1877 e 1878, da cui prese il nome il porto di Ingeniero White, vicino a Bahía Blanca per decreto del presidente Julio Argentino Roca, e Luis Huergo, primo presidente della Società Scientifica Argentina. Laureatosi il 6 giugno 1869, quel giorno viene ricordato in Argentina come "Giornata Nazionale dell'Ingegnere".

## Nella Parigi del Sudamerica
La carriera di Emilio Rosetti fu rapidissima. Dopo soli sette mesi di permanenza il governo gli affidò, oltre ai primi insegnamenti di matematica pura e applicata, un numero sempre crescente di cattedre (topografia, geodesia, idraulica, geometria descrittiva, architettura e fisica sperimentale), fino ad essere incaricato, dal Collegio Nazionale di Buenos Aires, della creazione del Gabinetto di Fisica. Realizzò una struttura scientifica tale da essere considerata un vero e proprio gioiello dai contemporanei, modulo perfetto da imitare in tutta l'America latina. In seno al Dipartimento di Scienze Esatte, Rosetti fondò nel 1872 la Sociedad Cientifica Argentina, cuore pulsante della ricerca, dell'esplorazione e della divulgazione scientifica nel Paese latinoamericano. Ne faranno parte nomi prestigiosi come quello di Charles Darwin. 

Da una costola della Sociedad Cientifica  nacque poi l'Instituto Geográfico Argentino (1879), del quale ancora una volta il Rosetti fu cofondatore, così come decisivo è da considerare il suo contributo alla creazione della Sociedad Paleontólogica Argentina, che diede vita all'attuale omonima Associazione. Negli stessi anni l'ingegnere forlimpopolese venne nominato Membro accademico della Facoltà di Matematica, sorta nel 1874 all'interno del Dipartimento di Scienze Esatte. 

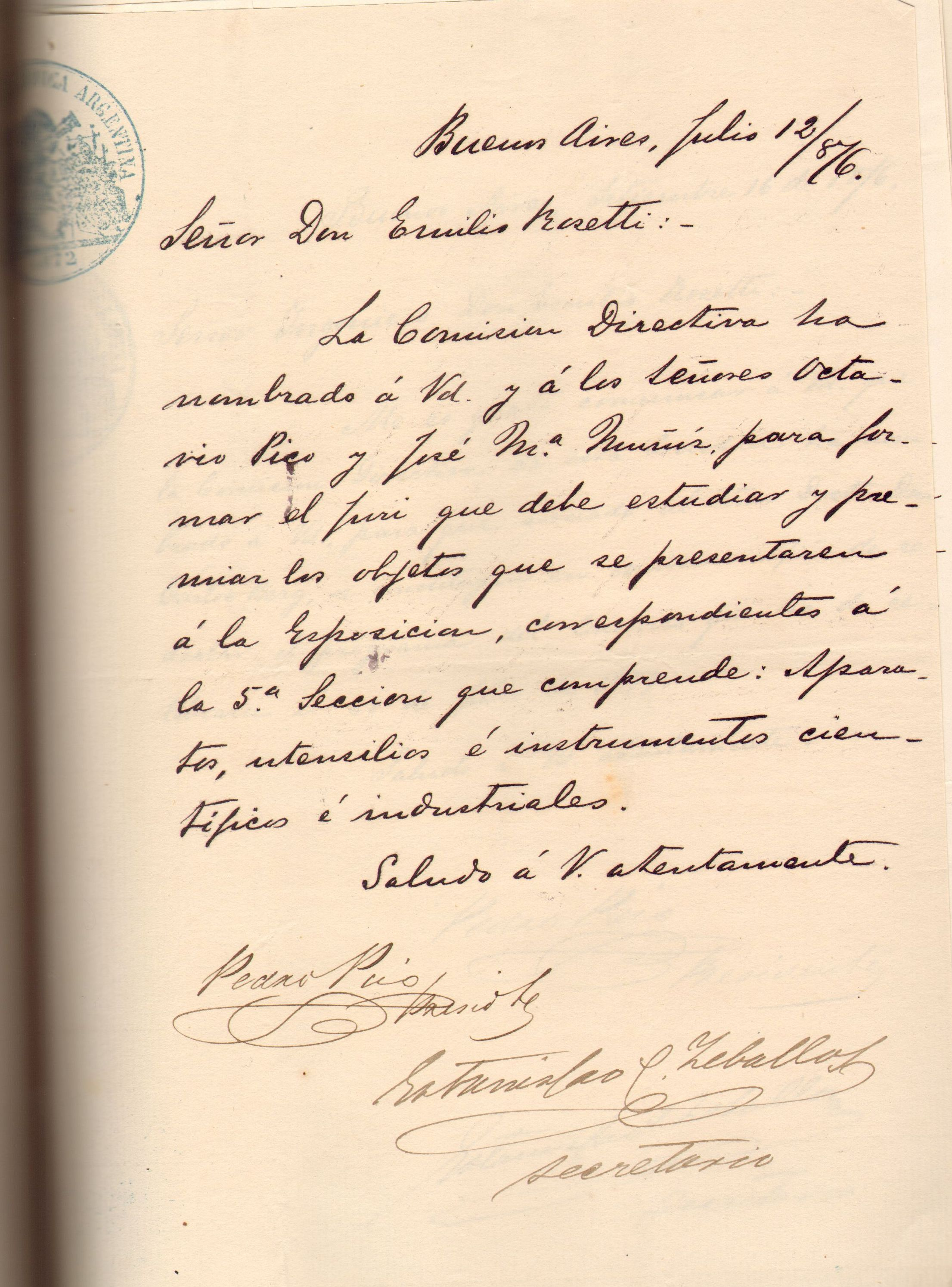
Sociedad Cientifica Argentina, Buenos Aires 12 luglio 1876. Uno dei numerosi, preziosi, documenti originali argentini conservati presso l'Archivio Rosetti.

Alla carriera accademica il Rosetti accompagnò sempre l'attività di ingegnere e architetto, che lo vide impegnato nella progettazione del molo e delle tramvie di Paranà, della chiesa di Mater Misericordiae in Calle Moreno, della chiesa e del palazzo Comunale di San Martin, del monumento, nel quartiere Recoleta, dello statista Velez Sarsfield, autore del Codice civile Argentino. Ma il suo nome rimase a lungo legato al progetto di fattibilità che realizzò per la costruzione della Ferrovia transandina, volta a unire il Cile all'Argentina e quindi, per la prima volta, l'Oceano Pacifico all'Atlantico.
Fondamentale il contributo di Rosetti anche allo sviluppo sociale: lo ritroviamo nelle commissioni direttive di carceri, scuole, ospedali, impegnato nel risanamento della città di Buenos Aires e nella sistemazione del comparto idraulico. Altrettanto rilevante il suo contributo alle associazioni sorte in Argentina con l'intento di sostenere, quanto più possibile, gli emigranti italiani. Tra queste, la società Unione e Benevolenza, nata nel 1858 e il pressoché contemporaneo Ospedale Italiano di Buenos Aires. 
Numerosissimi gli scritti di Emilio Rosetti, che dimostrano competenze non solo settoriali. Di rilevanza, certamente, i contributi realizzati come socio corrispondente delle più influenti società scientifiche dell'epoca, sia argentine che italiane, in primis la Società geografica italiana, fondata a Firenze nel 1867. A questo proposito, si deve ricordare che Emilio Rosetti, come i fratelli Pompilio e Scipione che lo seguirono oltreoceano pochi anni dopo la sua partenza, non spezzò mai il legame con la madrepatria e con il paese d'origine (frequenti le traversate per i rientri), ove vengono conservati rapporti amicali e familiari, nonché proprietà terriere, a controprova di una permanenza oltreoceano, per quanto lunga, intesa come un trasferimento temporaneo. 
Emilio Rosetti aveva sposato, a Buenos Aires, Teresa Moneta, sorella di Ernesto Teodoro, premio Nobel per la pace nel 1907 (unico ricevuto dall'Italia), fondatore della Società per la Pace e la Giustizia Internazionale. Con il patriota e giornalista Teodoro Moneta l'ingegnere Rosetti condivise per tutta la vita non solo una profonda amicizia, ma gli stessi ideali politici e sociali. Proprio al secondogenito di Emilio, Doro (1877-1963), principe del foro milanese e importante figura della cultura italiana negli anni prebellici e subito successivi, verrà affidata la guida di quella istituzione che può forse considerarsi il primo nucleo della futura Organizzazione delle Nazioni Unite. Fu anche grazie a Doro, e al suo impegno attivo e costante attraverso conferenze, pubblicazioni, incontri e dibattiti, che nella Costituzione della Repubblica Italiana venne inserito, caso unico fra le Costituzioni del tempo, l'art. 11, che ripudia la guerra come strumento di offesa alla libertà dei popoli.

## Il rientro in patria
Nel 1885, terminato il suo rapporto con l'Università di Buenos Aires, Emilio Rosetti tornò in Italia. Decise di stabilirsi a Milano con la famiglia. Giunse nel capoluogo lombardo il 22 dicembre di quell'anno. Nominato Console d'Argentina, l'ingegnere diede inizio a una nuova fase della sua vita, certo non meno proficua. Sono questi gli anni nei quali si dedicò agli studi di storia locale, effettuando ricerche tra archivi, musei e biblioteche con una metodologia di indagine (vicina a quella delle grandi inchieste realizzate a fine Ottocento) non sempre compresa dal mondo accademico coevo. Tra le molte pubblicazioni La Romagna. Geografia e storia per l'ing. Rosetti, pubblicata per la prima volta da Hoepli nel 1894 (seguita da altre ristampe, fino all'ultima a cura della Fondazione Italia Argentina. Emilio Rosetti del 2009), che ancora oggi rimane imprescindibile punto di riferimento per gli studi storico-geografici di fine Ottocento.
Emilio Rosetti si spense il 30 gennaio 1908 nella sua casa di Milano, forse a causa di una pleurite, e nel Cimitero Monumentale di quella città viene sepolto. L'elogio funebre fu affidato a Ernesto Teodoro Moneta e a Guglielmo Ferrero.

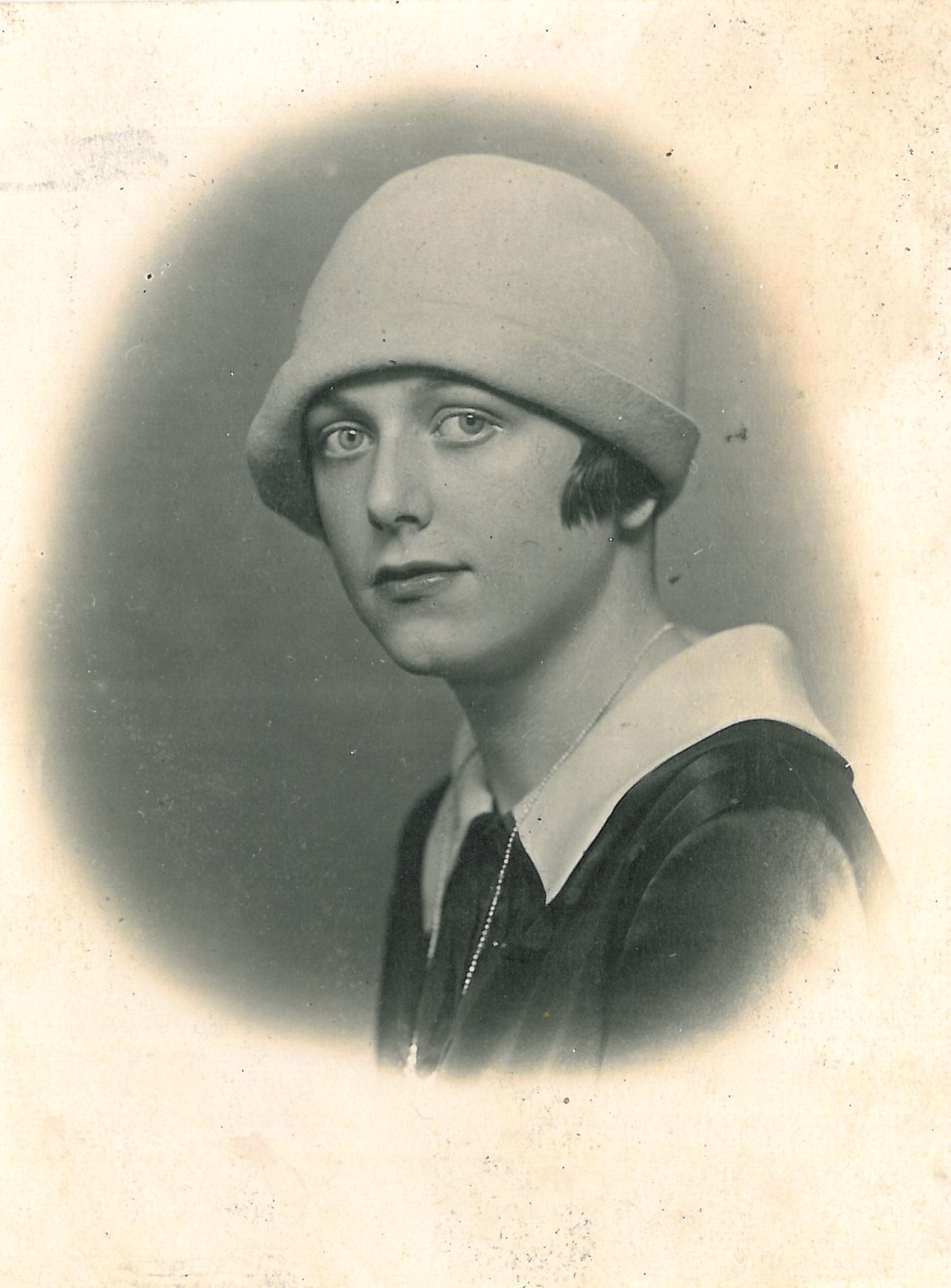
Un'immagine della giovane Diana Rosetti, ultima discendente diretta di Emilio, che volle e istituì la Fondazione intitolata al nonno paterno.

L'ultima discendente diretta, Diana Rosetti (Ravenna 1906 - Milano 2002), volle istituire, nel 1997, una Fondazione intitolata al nonno paterno, affinché si valorizzasse, a livello nazionale e internazionale, la sua opera e affinché, nello stesso modo, si ampliassero e approfondissero gli studi di carattere storico-scientifico, ai quali il professor Emilio Rosetti si era maggiormente dedicato nell'ultimo periodo della sua ricchissima esistenza.

## Opere

### Saggi e monografie
- Relazione sulla praticabilità di una strada ferrata attraverso le Ande nella direzione del passo chiamato Planchon, nel sud della Provincia di Mendoza per l'Ingegnere Emilio Rosetti, Professore dell'Università e Collegio Nazionale di Buenos Ayres. Traduzione italiana, Buenos Aires, 1870.
- (ES)  Curso de Máquinas por Emilio Rosetti, Buenos Aires, 1881.
- (ES)  Resistencia de los Materiales de Construcción, Buenos Aires, 1882.
- (ES)  Elementos de Estatica Grafica, Buenos Aires, 1883.
- (ES)  Propriedades fisicas de las Maderas de la República Argentina (seconda edizione), Buenos Aires, 1885.
- La Via Emilia-Romagnola, Milano, 1888.
- La Romagna. Geografia e storia per l'ing. Emilio Rosetti, Firenze, 1894[9]. (Parte I, versione digitalizzata)
  - Popolazione della Romagna, estratto da La Romagna per l'ing. Emilio Rosetti, Milano, 1894
  - Meteorologia della Romagna, estratto da La Romagna per l'ing. Emilio Rosetti, Milano, 1894.
- La Repubblica di San Marino per l'ing. Emilio Rosetti, Milano, 1894.
- Forlimpopoli e dintorni, storia e descrizione per l'ingegnere Emilio Rosetti, Milano, 1890; seconda edizione con varie modificazioni ed aggiunte, Milano 1900.
- Sulla geografia antica della Romagna, con una carta, in «Atti del Congresso Geografico Italiano», Milano 1902.

### Articoli
- (ES)  Construccion de las Escuelas en Relacion con la Salud de los Alumonos, in «Anales de la Sociedad Cientifica Argentina», Tomo II, 1876.
- (ES)  Visita a los Talleres del Ferro carril del Oste Por Pompeo Moneta -Emilio Rosetti, in «Anales de la Sociedad Cientifica Argentina», Buenos Aires, 1877.
- (ES)  El puerto de Trieste, in «Anales de la Sociedad Cientifica Argentina», tomo III, Buenos Aires, 1877.
- (ES)  El Teléfono, in «Anales de la Sociedad Cientifica Argentina», tomo V, Buenos Aires, 1878.
- (ES)  Alumbrado y luz eléctrica, in «Anales de la Sociedad Cientifica Argentina», Buenos Aires, 1879.
- (ES)  Las Maderas de la República Argentina, in «Anales de la Sociedad Cientifica Argentina», Tomo VIII, Buenos Aires, 1879.
- (ES)  Los mètodos gráficos in «Anales de la Sociedad Cientifica Argentina», Vol. XI, Buenos Aires, 1881.
- (ES)  Las meravillas antigas y modernas consideradas en sus dimensiones in «Boletin de Instituto Geografico Argentino», tomo IV, quaderno VI, Buenos Aires, 1883.
- Ciò che si deve intendere per Romagna ed Emilia, in «Bollettino della Società Geografica Italiana», Roma, luglio 1887.
- (ES) Informe sobre el Congreso internacional de ferro-carriles en Milan 1887 – Buenos Aires 1887.
- Condizioni attuali dell'Argentina ed importanza dell'emigrazione italiana in quei luoghi, in «Atti della Società Italiana di Scienze Naturali del Museo Civico di Storia Naturale di Milano», vol. 37, fascicolo 1, 1898
- Un'escursione nella Pampa Argentina, in «Atti della Società Italiana di Scienze Naturali e del Museo Civico di Storia Naturale in Milano», vol. XXXVII, Milano, 1899.
- Emilia e Romagna, in «Bollettino della Società Geografica Italiana», serie III, Vol. XII, n. 2, Roma, 1899.
- Tre vie romane della Romagna: Emilia, Flaminia, e Popilia, in «Bollettino della Società Geografica Italiana», serie III, Vol. XII, n. 10, Roma, 1899.
- Sul Rubicone, in «Bollettino della Società Geografica Italiana», serie IV, vol. II, N. 9, Roma, 1901.
- (ES)  Canal de Morbegno para la Traccion Electrica, sobre los ferrocariles de la Valtelina, in «La Ingenieria», Año V, 1901.
- Montefeltro, in «Bollettino della Società Geografica Italiana», fascicolo VI, Roma, 1902.
- (ES)  La Radioactividad y la Teoria Moderna de los fenomenos físicos, Correspondencia del Ingeniero Rosetti, in «La Ingenieria», Año IX, 1905.
- (ES)  Ensayos de pavimentos para calles y caminos carreteros, in «La Ingenieria», Ano X, 1906.
- Note all'opera del prof. Dott. Paolo Amaducci “Sulle origini e i progressi del Vescovato di Bertinoro”, Milano, 1906.
- (ES)  La Radiografia, in «La Ingenieria», Año X, 1906.
- (ES)  Dique Tubular, in «La Ingenieria», Año XII, 1908.